# Taunton (Minnesota)
Taunton – miasto w Stanach Zjednoczonych, w stanie Minnesota, w hrabstwie Lyon.